# Протоколи мережевого та транспортного рівнів

## Мережевий рівень
Мережевий рівень призначений для організації зв'язку станцій, приєднаних до різних логічних каналів та, можливо, роз'єднаних іншими логічними каналами. Функції мережевого рівня головно полягають у виборі послідовності каналів між станціями під час передавання протокольного блока даних на рівні мережі, тобто пакета. Історично перші протоколи рівня мережі були розроблені для ГМ. Це пояснюється тим, що глобальні мережі є багатовузловими і досягнення ефективної маршрутизації — одна з головних проблем у їхній роботі. Водночас з'явилися також поняття стратегій передавання: датаграмноїта віртуальних каналів.
Данограмною називають таку транспортну мережу, у якій передаються окремі, не пов'язані між собою пакети — датаграми. Характер роботи мережі подібний до роботи пошти: окремі листи незалежні, їх можна загубити.
У мережі віртуальних каналів перед початком передавання між парою процесів налагоджується постійне сполучення — віртуальний канал, що діє протягом усього сеансу зв'язку. Робота мережі віртуальних каналів аналогічна до роботи телефонної мережі. Перед початком сполучення налагоджується канал зв'язку, послідовність інформації, що передається, зберігається.
Данограмна мережа надсилає пакети значно швидше, ніж мережа віртуальних каналів, однак гарантії, що пакет дійде до адресата, немає (порядок надходження пакетів випадковий; можлива втрата пакетів та переповнення буферів).
У мережі віртуальних каналів зв'язок відбувається повільніше, проте є гарантія, що пакет дійде до адресата (порядок надходження пакетів зберігається; якщо вузол переповнений, надходження пакетів від джерела припиняється).

## Протокол Х.25/3
Одним з найвідоміших протоколів мережевого рівня є протокол Х.25/3, розроблений ITU 1976 р. і затверджений стандартом 8208 ISO. Стандарт 8881 ISO визначає використання протоколу Х.25 у ЛМ, однак у цьому випадку потрібне узгодження з підрівнем керування логічним каналом LLC. Протокол Х.25 описує віртуально-датаграмну мережу, тобто мережу віртуальних каналів, у якій за певних умов можна передавати датаграми. Відповідно до протоколу Х.25/3 у транспортній мережі між абонентами налаштовують тимчасові (на один сеанс зв'язку) та постійні віртуальні транспортні канали. Тимчасовий канал називають віртуальним викликом, постійний — віртуальним ланцюжком. Кожному віртуальному виклику або ланцюжку присвоюється номер групи віртуальних каналів (0-15) та номер окремого віртуального каналу (0-255). Номери віртуальних викликів змінюються циклічно у міру їхнього створення та знищення. Номери віртуальних ланцюжків зберігаються довше.
Структура мережевої адреси описана в рекомендації Х.121 ITU. Після налаштування віртуального каналу пакети передаються почергово. Механізм підтвердження та виправлення помилок подібний до механізму протоколу HDLC.
У випадку використання протоколу для датаграмного передавання один або декілька віртуальних каналів зарезервовані для датаграм, послідовність передавання, а також саме передавання не гарантоване.

## Міжмережевий датаграмний протокол фірми XEROX
Перший набір протоколів мережевого та канального рівнів, спеціально призначених для використання в ЛМ, розроблений 1981 p., коли фірма XEROX почала публікувати серію протоколів XSIS (Xerox System Integration Standards). Детальніше розглянемо міжмережевий датаграмний протокол фірми Xerox.
Такий протокол призначений для обслуговування систем, які об'єднують одну або кілька мереж Ethernet, сполучених орендованими каналами зв'язку ГМ, що побудовані за стандартом Х.25. Можливе приєднання інших локальних та глобальних мереж. Максимальна кількість проміжних каналів між двома віддаленими ЛМ не може перевищувати 14. Дані та інформація керування передаються у вигляді міжмережевих датаграм.
Цей пакет може стати елементом кадру та передаватися на канальному рівні. Адреси (одержувача та відправника) мають ієрархічну структуру:
номер мережі – номер станції – порт.
Номер мережі може задавати мережу типу Ethernet або будь-яку іншу, в яку надсилають пакет. Номер станції - це внутрішня адреса станції у мережі. Оскільки структура адреси ієрархічна, то номери станцій у різних мережах можуть дублюватися. Можна також надіслати пакет усім станціям мережі одночасно: для цього є спеціальний номер. Порт - це дані транспортного рівня, пункт контакту з ним. Номер порту визначає певну програму або модуль опрацювання, якому призначено пакет; він займає 16 біт. Номери від 1 до 3000 зарезервовані. Зокрема, номер 1 відповідає Маршрутній інформації, 2 - Луні, 3 – Помилкам маршруту,
5 - Протоколу кур'єра.
Поле Тип пакета призначене для вибору відповідного транспортного протоколу. Для цього серед інших визначені такі коди:
1 – Маршрутна інформація;
2 – Луна;
3 – Помилка;
4 – Обмін пакетами;
5 – Нумеровані пакети.
Байт керування транспортуванням у старших чотирьох бітах має лічильник кількості передавань пакета з однієї мережі в іншу. Пакет, що надходить у 16-й за порядком модуль маршрутизації, знищується. Це дає змогу запобігти зациклюванню пакетів у великих мережах.